# Aglaostigma aucupariae
Aglaostigma aucupariae is een vliesvleugelig insect uit de familie van de bladwespen (Tenthredinidae). De wetenschappelijke naam van de soort is voor het eerst geldig gepubliceerd in 1817 door Klug.

## Kenmerken
De soort bereikt een lichaamslengte van 7 tot 9 millimeter. De bladwesp heeft een zwarte basiskleur. Halverwege het achterlijf loopt een brede oranje dwarsband. Langs de zijkanten van het pronotum loopt een gele lijntekening. De ogen zijn aan de binnenkant omrand met een smalle gele lijn. De buitenste antennesegmenten zijn aan de onderzijde oranje. De coxae zijn donker. Femora en tibiae zijn overwegend rood of roodachtig geel. De achterste tarsi zijn meestal donker. De voorvleugels hebben een donker bruingele vleugelvlek.

## Soortgelijke soorten
- Aglaostigma fulvipes - Oranje dwarsband strekt zich niet uit tot de onderkant van de buik; Er is een witte longitudinale band aan de zijkanten van de buik.

## Verspreiding
De soort is wijdverspreid in Europa en wordt als algemeen beschouwd. Hun voorkomen strekt zich noordwaarts uit naar Groot-Brittannië, daar voornamelijk in Engeland, maar ook naar Scandinavië (Zweden) en de Baltische staten.

## Levenswijze
Aglaostigma fulvipe worden waargenomen in het voorjaar van maart tot juni. Hun typische leefgebied wordt gevormd door bosranden en hagen. De plantenwespen voeden zich met het stuifmeel en de nectar van verschillende planten zoals Anthriscus sylvestris of Euphorbia cyparissias. De larven voeden zich met de bladeren van het Noords walstro (Galium boreale en het glad walstro Galium mollugo).